# Alice Cogswell
Alice Cogswell (31 de agosto de 1805-30 de diciembre de 1830) fue una persona que inspiró a Thomas Hopkins Gallaudet para la creación de la Escuela estadounidense para Sordos en Hartford, Connecticut. 
A la edad de dos años, Alice se enfermó con " fiebre manchada " ( meningitis cerebroespinal). Esta enfermedad tomó su audición y más tarde también perdió el habla. En ese momento, la sordera se consideraba equivalente a una enfermedad mental, y se creía ampliamente que no se podía enseñar a los sordos. Thomas Hopkins Gallaudet se mudó a la casa de al lado cuando tenía nueve años. Pronto se dio cuenta de que ella no estaba interactuando con los otros niños, y cuando le preguntó por qué, se le informó que era sorda. Intrigado, decidió enseñarle a comunicarse a través de imágenes y escribir letras en la tierra. Él y el padre de Alice, el Dr. Mason Cogswell, decidieron que una escuela formal sería lo mejor para ella, pero no existía tal escuela en los Estados Unidos. Gallaudet fue a Europa durante 15 meses, trayendo a Laurent Clerc con él a su regreso. Durante el tiempo de su ausencia, Alice asistió a una escuela de audición y de alguna manera promovió su educación, aunque la situación no era la ideal. Ella era muy animada y disfrutaba leer, coser y bailar. Según los informes, era muy buena para imitar a otros, y estaba fascinada con el concepto de música.
Alice Cogswell y otros seis estudiantes sordos ingresaron a la escuela que se convertiría en la Escuela estadounidense para Sordos en abril de 1817. 
Cogswell murió a la edad de veinticinco años el 30 de diciembre de 1830, veinte días después de la muerte de su padre. 

## Legado

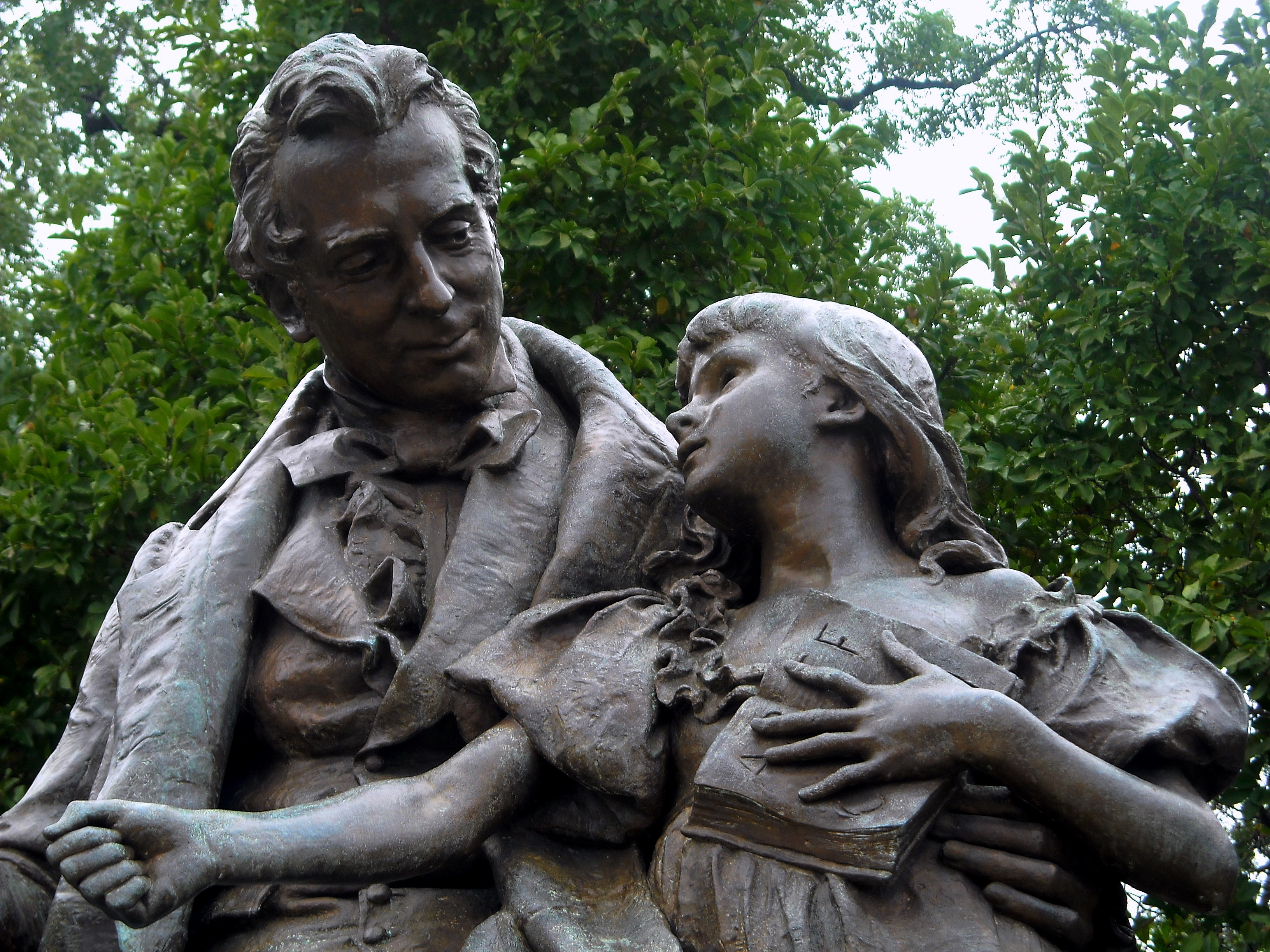
"Thomas y Alice" en la Universidad Gallaudet

En el campus de la American School for the Deaf en Hartford se encuentra una estatua de Gallaudet y Cogswell. Otra estatua de Gallaudet y Cogswell, de Daniel Chester French, se encuentra frente a la Universidad de Gallaudet, representando a Gallaudet sentado en una silla y a Alice de pie junto a él para compartir su comunicación de "A" con la ortografía.  La estatua de Alice Cogswell (Memorial de los Fundadores de la Escuela estadounidense para Sordos), de Frances Laughlin Wadsworth, también la representa como una niña. 
La Asociación de Antiguos Alumnos de la Universidad de Gallaudet otorga el Premio Alice Cogswell del Fondo Cultural Laurent Clerc a las personas por su valioso servicio en nombre de los ciudadanos sordos.
Alice Cogswell es conocida como una figura notable en la historia de la cultura sorda, que ilustra un gran avance en la educación para sordos. Ella demostró que los sordos son capaces de ser enseñados y de alta inteligencia. Alice se presenta como un ejemplo de la famosa cita de  I. King Jordan: "Las personas sordas pueden hacer cualquier cosa que la gente pueda escuchar, excepto escuchar".